# Amica Chips-Tacconi Sport
O Amica Chips-Tacconi Sport  foi um equipa de ciclismo profissional italiana que competiu entre 1996 e 2000.
A equipa fundou-se a partir de capital suíço e italiano com o nome de Ideal-Aster Lichy. Em 2000 sofreu uma divisão criando-se a Costa de Almería como equipa independente. No final de temporada fundiu-se com o Vini Caldirola e desapareceu.
Não se deve confundir com a equipa de San Marino Amica Chips-Knauf.

## Corredor melhor classificado nas Grandes Voltas
| Ano  | Giro d'Italia         | Tour de France | Volta a Espanha         |
| ---- | --------------------- | -------------- | ----------------------- |
| 1996 | -                     | -              | -                       |
| 1997 | 29.º Daniele De Paoli | -              | -                       |
| 1998 | 8.º Daniele De Paoli  | -              | -                       |
| 1999 | 8.º Daniele De Paoli  | -              | 55.º Viacheslav Yekímov |
| 2000 | 51.º Vitali Kokorine  | -              | -                       |

## Principais triunfos
- 1998
  - Giro do Friül (Francesco Arazzi)
  - Giro do Mendrisiotto (Felice Puttini)
  - Grande Prêmio da Indústria e o Comércio de Prato (Felice Puttini)
- 1999
  - Uma etapa na Volta em Espanha (Viatxeslav Iekímov)
  - Uma etapa na Volta na Suíça (Viatxeslav Iekímov)
  - Uma etapa na Volta em Astúrias (Fabio Roscioli)
- 2000
  - Giro do Mendrisiotto (Felice Puttini)

## Principais ciclistas
- Claudio Chiappucci (1998-1999)
- Viacheslav Yekímov (1999)
- Ievgueni Berzin (1999)
- Pietro Caucchioli (1999-2000)
- Ivan Basso (2000)

## Classificações UCI
A seguinte classificação estabelece a posição da equipa ao finalizar a temporada.
| Temporada | Classificação por equipas | Melhor ciclista na classificação individual |
| --------- | ------------------------- | ------------------------------------------- |
| 1996      | 45.º                      | Angelo Citracca (204.º)                     |
| 1997      | 38.º                      | Roberto Caruso (116.º)                      |
| 1998      | 25.º                      | Felice Puttini (78.º)                       |
| 1999      | 6.º (GSII)                | Felice Puttini (141.º)                      |
| 2000      | 7.º (GSII)                | Filippo Simeoni (115.º)                     |